# Minurus fulvescens
Minurus fulvescens is een keversoort uit de familie Rhynchitidae. De wetenschappelijke naam van de soort is voor het eerst geldig gepubliceerd in 1851 door Blanchard.